# Willwerscheid
Willwerscheid là một đô thị ở huyện Bernkastel-Wittlich, trong bang Rheinland-Pfalz, Đô thị Willwerscheid có diện tích 2,46 km², dân số thời điểm ngày 31 tháng 12 năm 2006 là 68 người.